# 카르스텐 바르홀름
카르스텐 바르홀름(노르웨이어: Karsten Warholm, 노르웨이어 발음: [ˈkɑʂtɛn ˈvɑrhɔ̂ɫm], 1996년 2월 28일~)은 노르웨이의 육상 선수로 주 종목은 허들이다. 현재 남자 400m 허들 세계 기록 보유자로 2020년 하계 올림픽 남자 400m 허들 종목 금메달을 획득했다.
2017년, 2019년, 2023년 세계 선수권 대회와 2018년, 2022년 유럽 선수권 대회에서 400m 허들 금메달을 획득했다. 그는 다이아몬드 리그 400m 허들 부문 2회 우승을 차지했으며 2021년에는 세계 육상 연맹 올해의 남자 선수로 선정되었다.
2021년 7월 400m 허들에서 세계 기록을 갱신했으며 다음 달에 도쿄에서 열린 2020년 하계 올림픽에서 400m 허들에서 45.94초를 기록하며 자신이 보유한 세계 기록을 0.5초 이상 단축 시키며 금메달을 획득했다.

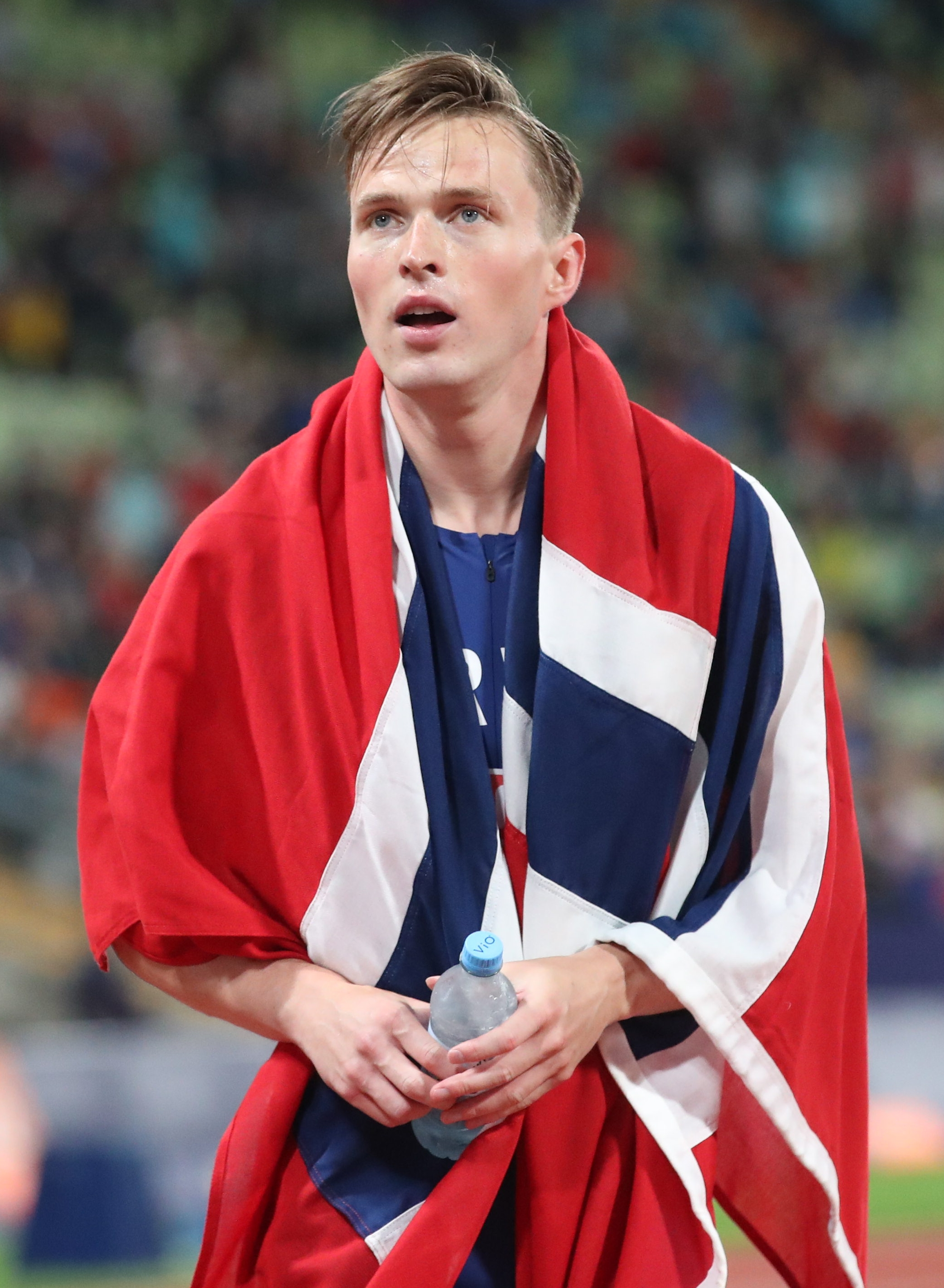
2022년 유럽 선수권 대회 당시의 바르홀름